# Ibibios
Ibibios são um grupo étnico do sudeste da Nigéria. Estão intimamente relacionados com outros povos da região, como os ibos, os anangues e os efiques.